# Nationwide Building Society

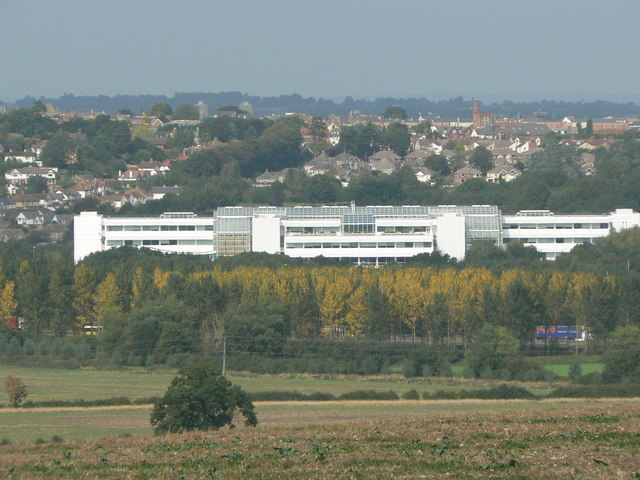
Nationwide Building Society’s Firmensitz in Swindon

Nationwide Building Society ist die größte Bausparkasse im Vereinigten Königreich mit Firmensitz in Swindon.
Die Bausparkasse betreut rund 13 Millionen Kunden und beschäftigt rund 19.000 Mitarbeiter (Stand: 2008). Das Unternehmen wurde 1884 gegründet. 2007 fusionierte das Unternehmen mit der britischen Bausparkasse Portman Building Society.

## Sponsoring
- Nationwide war von 1998 bis 2010 Hauptsponsor der englischen Fußballnationalmannschaft und von 1996 bis 2004 offizieller Sponsor der FA (Football Association) in England sowie des walisischen, des nordirischen und des schottischen Fußballverbandes.